# ナンドロロン

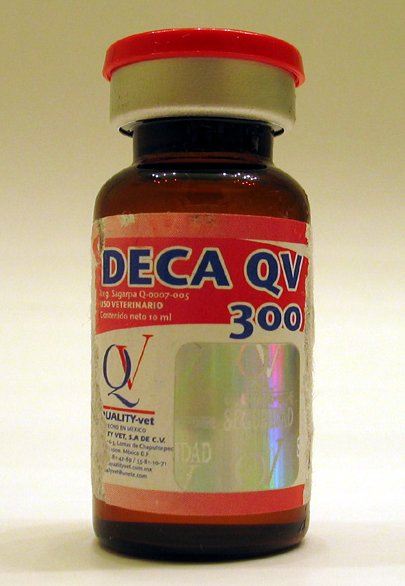
デカ・デュラボリン300

ナンドロロン (Nandrolone) は、僅かに人間の体内に自然に存在するアナボリックステロイドである。19-ノルテストステロン（19-nortestosterone）とも呼ばれる。デカン酸エステル（デカ・デュラボリン）やフェニルプロパン酸エステル（デュラボリン）として商業的に販売されている。

## 代謝
アナボリックステロイドの中では副作用が少なく、かつ強力な効果が得られるとして一般的に使用されている。 肯定的な効果としては、筋肉の成長、食欲の増進、骨密度の上昇、赤血球の増加が挙げられる。1983年にアメリカ食品医薬品局（FDA）に認可された。
3週間おきに1回25～50mgの用量で使用される。強力な筋肉増加効果があるが、アナボリックステロイドに共通して見られる男性化作用はあまり強く出ない。

## 検出方法
国際オリンピック委員会（IOC）は尿検査において、尿に含まれる19-ノルアンドロステロン（ナンドロロンの代謝産物）の上限値を2.0 μg/Lと設定している。それを超えるスポーツ選手はドーピングを疑われる。

## 使用疑惑が浮上した主なスポーツ選手
- エンジェル・マルティーノ
- ディーター・バウマン
- ブライアン・フレージャー
- ジェイソン・ジアンビ
- バリー・ボンズ
- マリオン・ジョーンズ
- ロジャー・クレメンス
- ケビン・ブラウン
- アンドレ・ベルト
- ルイス・オルティス
- マッスル北村
- ヤープ・スタム
- フランク・デ・ブール
- エドガー・ダーヴィッツ
- ラモン・ラウレアーノ - 2021年に使用が発覚してMLBより80試合出場停止処分を受けた。
- リーキー・カミナ - 2023年に創価大駅伝部在籍時に検出された。

### 疑惑を受けた選手の主張
- 2020年、陸上競技1500メートルと5000メートルのアメリカ記録保持者であるシェルビー・フーリハンは、ドーピング検査を受けてナンドロロンが検出されたため選手資格を停止された。フーリハンは検査10時間前にワゴン販売で買ったブリートに入っていたブタの内臓肉に原因があり、意図的に摂取したものではないと主張した[4]。

### 使用を認めている者の証言
1960年代後半から1970年代前半までIFBBプロボディビルダーとして活躍したセルジオ・オリバは筋肉増強剤としてのアナボリックステロイドについて「昔は(プロボディビルダーなら)誰もが使っていたよ」と前置きしつつ「ナンドロロンはそれほど悪いものだとは認識されていなかったんだ。『骨を丈夫にするから』って、医者が処方していたくらいだからね」と、当時問題視されていなかったと証言している。